# Dániel Pauman
Dániel Pauman, född den 13 augusti 1986 i Vác, Ungern, är en ungersk kanotist.
Han tog OS-silver i K4 1000 meter i samband med de olympiska kanottävlingarna 2012 i London.